# Surface-conduction Electron-emitter Display
Pour les articles homonymes, voir Surface.

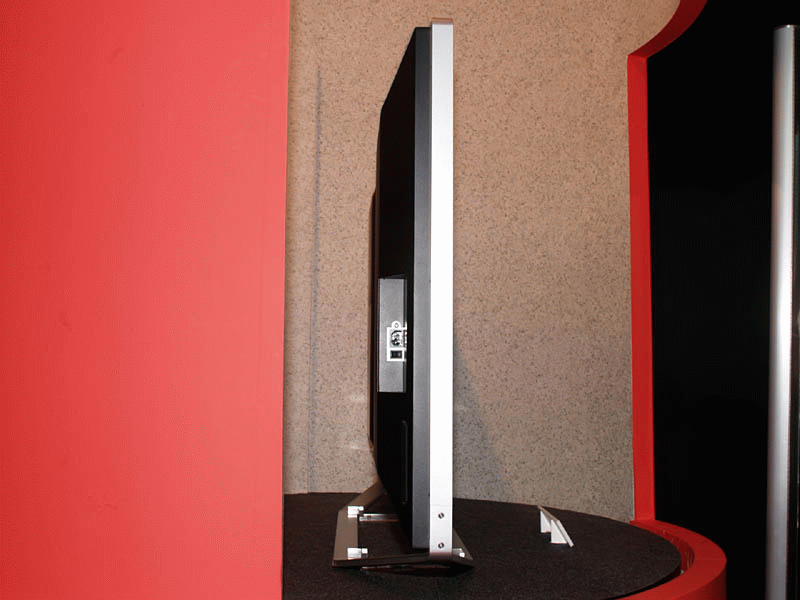

Surface-conduction Electron-emitter Display (SED) désigne une technologie d'affichage destinée aux écrans plats, développée conjointement par Canon et Toshiba depuis officiellement abandonnée le 9 juin 2008 au profit de la nouvelle concurrente "OLED".
Le principe SED consiste à placer l'équivalent d'un canon à électrons derrière chaque sous-pixel qui constitue la "dalle" (écran de visualisation). Cette technique permet d'obtenir une efficacité en termes de fluidité d'affichage, rapidité dynamique et de netteté de détails des dalles CRT, tout en bénéficiant de l'encombrement réduit des dalles d'écrans plats de type plasma ou TFT.
La technologie SED est développée depuis 2003 par Canon et Toshiba au Japon. Le projet a été initié en 1999 avec un partenariat des deux entreprises, mais Canon travaillait sur la technologie SED depuis 1986. La fabrication industrielle et mise sur le marché était prévue pour 2008 (en prévision des Jeux olympiques de Pékin).

## Technologie
Les écrans plats TV-SED, contrairement aux écrans "Plasma" et "LCD", partent du principe de base du tube cathodique : ils utilisent les flux d’électrons des tubes cathodiques traditionnels (CRT - Cathode Ray Tube), c'est-à-dire un canon à électrons qui émet un flux d'électrons dirigés vers un écran couvert de petits éléments phosphorescents pour créer une image.
Un écran de 40 pouces (~101 cm) aurait une épaisseur de 10 millimètres pour un poids d'environ 20 kg et une consommation voisine de 60 W. Mais, contrairement au CRT, à la place de l’unique canon à électrons du tube cathodique, le panneau SED est tapissé d’autant de nano-émetteurs d’électrons que de pixels.
Chacun de ces pixels est constitué d'une fente de quelques nanomètres de large, située entre deux pôles électriques. Lorsqu’un courant électrique est appliqué aux pôles, les électrons sont émis d’un côté de la fente puis accélérés par la tension appliquée entre les deux plaques de substrat de verre, ils sont projetés vers le substrat de façade et entrent en collision avec la couche de "phosphore", ce qui crée l’émission de lumière et la formation d’une image.
Comme le LCD, l’écran SED se compose de deux plaques de verre. La première est recouverte d'un film d'émetteurs individuels d'électrons situés à quelques millimètres d'une seconde plaque de verre recouverte de phosphore.
L’une émet les électrons, l’autre contient une substance luminescente appelée luminophore. 
C’est la différence de potentiel entre les deux plaques qui permet l'émission électronique et sert de "tube cathodique".
La différence technologique avec les écrans à tubes cathodiques classiques réside dans le fait que chaque pixel possède sa propre source d’électrons ; ainsi, on peut imaginer autant de tubes que de pixels sur l'écran... il n’y a donc plus de balayage, chaque point lumineux possède son propre canon émissif avec un temps de réponse pratiquement nul.
Un tel niveau de contraste, un vrai niveau de noir, voilà des qualités que ne pouvaient égaler les panneaux LCD et plasma.
La définition de l’image est extrêmement élevée : des millions de sources émettrices parsèment l'écran, diffusant les 3 sources de couleurs primaires RVB (Rouge-Vert-Bleu). 
Dans un écran SED haute définition (composé de 1 920 lignes horizontales de 1 080 points lumineux chacune) il y a plus de 6 millions de canons électroniques !
Procurant des images nettes, une brillance supérieure, un pixel très fin, des rapports de contraste élevés et des angles de vision améliorés, la technologie SED avait pour ambition de déloger les écrans plasma, LCD, DLP,... Le premier modèle d'écran devait être un 50" d'une résolution de 1920 x 1080p.

## Schéma de principe
Les électrons qui partent de la plaque source émettrice (SCE) traversent un espace sous vide et frappent l’arrière de l’écran qui est recouvert d’une couche de phosphore.
C'est la rencontre électrons/phosphore qui génère de la lumière sous la forme d'un pixel.
Et en changeant la composition de la couche phosphorique, on peut modifier les couleurs fondamentales RVB donc la couleur de la lumière émise.
Comme chaque sous-pixel a sa propre source, il n’y a pas de déviation du flux d’électrons. Contrairement au CRT (tube TV traditionnel à source unique) chaque pixel à sa propre source de couleur avec son propre canon à électrons.
Le canon (nano-split) se compose de deux électrodes très fines, séparées d’un nanomètre.
Une tension de 16 V est appliquée aux bornes des électrodes, ce qui libère un électron dans l'espace qui les sépare.
Un champ électrique de 10 kV, perpendiculaire au premier, projette l’électron contre l’écran.

## Données techniques
Estimations des constructeurs sur les prototypes :
- Temps de réponse : < 1 ms
- Contraste : 100 000:1
- Luminosité : 400 cd/m²
- Angles de vue : 180°

### Avantages de la technologie SED
- Un dixième du poids et de l’épaisseur d’un écran CRT.
- Consommation plus faible : 2/3 de moins que les écrans plasma et 1/3 de moins que les écrans LCD.
- Une grande qualité de brillance et de couleur, même avec un grand angle de vision, à la différence des écrans LCD.
- Le contraste atteint 100 000:1, soit 10 fois plus que les meilleurs plasmas ou LCD. L'accroissement du rapport de contraste est dû à la réduction importante de la luminance noire. La luminance noire a été réduite à 0,003 cd/m2 soit 10 fois moins que sur les meilleurs écrans LCD.
- Pas de problème de rémanence (persistance d'images fantômes pendant quelques millisecondes lors d'un travelling par exemple).

## Dates de sortie
En octobre 2006, Toshiba et Canon ont annoncé la construction au Japon à partir de l'été, d'une usine d'une capacité de production de 75.000 dalles par mois devant être achevée avant la fin de l'année. La production des écrans TV n'aurait alors débuté que durant l'année 2007 pour une livraison des premières TV SED à la fin de la même l'année. Quant à elle, la production des écrans de PC ne serait plus à l'ordre du jour depuis 2006. Début janvier 2007, Canon annonce le rachat des parts de Toshiba et reprend le projet SED à son compte, faisant "cavalier seul". La technologie est abandonnée en juin 2008.

## Prix annoncés
Les prix des écrans à diagonale équivalente seraient proches de ceux des LCD et des plasmas.
Selon le « Business Plan » préparé par Canon et Toshiba en 2006, la vente est estimée à 3 millions d’écrans SED commercialisés à un prix moyen de 67 000 JPY (soit 550 EUR) l'unité. Cette valeur représente alors 20 % du marché estimé des 40 pouces à cette période. L’opération est annoncée comme bénéficiaire pour les fabricants, ce qui signifie que le coût de fabrication usine est inférieur à ce tarif.

## Évolution et historique
- 5 octobre 2005 : Première présentation de téléviseur SED par Canon
- 15 janvier 2007 : Toshiba se retire et  Canon reprend toutes les parts de la coentreprise et poursuit seul l'aventure.
- 9 juin 2008 : Canon annonce l'abandon de la technologie SED
- décembre 2008 : Canon reprend la technologie SED, après l'arrêt des poursuites judiciaires contre elle (voir son site web USA qui parle encore du SED en janvier 2009) [réf. nécessaire]